# Вискребець Андрій Вікторович
Андрій Вікторович Вискребець (28 квітня 1982 — 27 серпня 2021) — старший солдат 74-го окремого розвідувального батальйону Збройних Сил України, учасник російсько-української війни.

## Життєпис
Народився 28 квітня 1982 року в Запоріжжі. Закінчив місцевий будівельний технікум і працював за фахом, аж доки почалася російська агресія на сході.
У березні 2015 року його мобілізували. Тоді Андрій потрапив у 26-ту артбригаду, з якою виконував бойові завдання на передовій (зокрема біля Пісок). А після закінчення терміну мобілізації вирішив залишитися у війську й уклав трирічний контракт з ЗСУ. Відвоювавши три роки у складі 55-ї артбригади «Запорізька Січ» (старший навідник), Андрій продовжив контракт, на цей раз перейшов до 74-го окремого розвідувального батальйону. Старший солдат, оператор протитанкового взводу вогневої підтримки.
Загинув 27 серпня 2021 року від кулі ворожого снайпера при виконанні бойового завдання в районі с. Славне Донецької області, отримавши вогнепальне кульове наскрізне поранення в області тазу.
Похований в Запоріжжі, Леваневське кладовище. Залишились сестра, дружина, син та донька.

## Нагороди
- Указом Президента України № 576/2021 від 15 листопада 2021 року, «за особисту мужність, виявлену у захисті державного суверенітету та територіальної цілісності України, сумлінне і бездоганне служіння Українському народові», нагороджений орденом «За мужність» III ступеня (посмертно)[1].